# Lycaena intermedia
Lycaena intermedia är en fjärilsart som beskrevs av Tutt 1906. Lycaena intermedia ingår i släktet Lycaena och familjen juvelvingar. Inga underarter finns listade i Catalogue of Life.